# 缬草白粉菌
缬草白粉菌（学名：Erysiphe valerianae）是属于白粉菌目白粉菌科白粉菌属的一种真菌，寄生在缬草属植物上。该种分布于中国、罗马尼亚、瑞士、瑞典、德国等地。